# Opitsvet Lake
Der Opitsvet Lake (englisch; bulgarisch езеро Опицвет esero Opizwet) ist ein in nord-südlicher Ausrichtung 420 m langer, 410 m breiter und 11 Hektar großer See an der Südküste der Livingston-Insel im Archipel der Südlichen Shetlandinseln. Er liegt 600 m östlich des Needle Peak und 2,78 km südwestlich des Vazov Point an der Basis des Samuel Point. Von der Brunow Bay im Osten und der Bransfieldstraße im Süden trennt ihn ein 70 bis 150 m breiter Landstreifen.
Die bulgarische Kommission für Antarktische Geographische Namen benannte ihn 2020 nach der Ortschaft Opizwet im Westen Bulgariens.